# Génial ! Mes parents s'aiment
Pour plus de détails, voir Fiche technique et Distribution.
Génial ! Mes parents s'aiment (Operation Splitsville) est un film américain, sorti en 1998. Il s'agit du remake du film français Génial, mes parents divorcent ! de Patrick Braoudé.

## Fiche technique
- Titre original : Operation Splitsville
- Titre français : Génial ! Mes parents s'aiment
- Réalisation : Lynn Hamrick
- Scénario : Gordon Cassidy et Patrick Braoudé
- Musique : Craig Safan
- Pays d'origine : États-Unis
- Genre : comédie
- Date de sortie : 1998

## Distribution
- David Berry : James
- Jesse Littlejohn : Chris
- Jeff Gendelman : Kenneth
- Loryn Locklin : Estelle
- Gina Belafonte : Bernice
- Maurice Benard : Frank
- Stephanie Sawyer : Karen
- Grady Hutt : Tommy
- Loretta Devine : Principal
- Christopher Lambert : Max
- Steven Anthony Lawrence : l'ami de Billy